# Arthur William Hill
Arthur William Hill ( 11 de outubro de 1875 — 3 de novembro de 1941 ) foi um botânico britânico.

## Biografia
Hill fez seus estudos no "King’s College de Cambridge", Cambridge, onde obteve seu título de mestre de artes e seu título de doutor em ciências. Tornou-se membro da faculdade em 1901, decano em 1902, e membro honorário em 1932.
Foi professor-assistente de botânica de 1905 a 1907, e diretor-assistente dos Jardins Botânicos Reais de Kew de 1907 a 1922, instituição que dirigiu a partir de 1922.
Viajou para a Islândia em 1900; para a Cordilheira dos Andes em 1903; para as ilhas do Caribe em 1911 e em 1924; África Ocidental em 1921; Australásia durante 1927-1928; sul da África em 1920 e novamente em 1931; e para a Índia em 1937.
Hill assumiu como membro da Royal Society em 1920, e foi membro de outras sociedades científicas.